# August Bournonville
August Bournonville, född 21 augusti 1805 i Köpenhamn, död 30 november 1879, var en dansk balettdansör, koreograf och balettchef. Han blev senare internationell koreograf, känd för att kunna lyfta fram både det idylliska och det dramatiska i baletten.

## Biografi
August Bournonville var son till den franske balettchefen Antoine Bournonville och svenskan Lovisa Sundberg som hade bosatt sig i Danmark. När den franska balettraditionen försvann från hela Europa hade Bournonville sett till att den fortfarande skulle finnas kvar Köpenhamn, men han satte ett eget namn på dansstilen - bournonville-skolan.
Bournonville verkade redan 1812 som barn vid Det Kongelige teater och gjorde sin solodebut 1815. Han blev elev vid baletten 1815 och "Kongelig Danser" 1823. Han företog studieresor till Paris 1820 och 1824–1829, där han utbildades av Auguste Vestris och Pierre Gardel.
Han debuterade 1826 på stora operan i Paris 1826 i Nina, med stor framgång och engagerades där som solodansör. Bournonville återvände därefter till Köpenhamn där han 1830–1848 var solodansör och balettmästare samt senare enbart balettmästare fram till 1854.
Bournonville företog flera turnéer bland annat i Italien och till Wien, vid vars hovopera han var knuten i ett år. Han satte där upp två av sina mest kända baletter: Festen i Albano och Toreadoren (1854–1855).
Han var gästbalettmästare vid Kungliga Baletten i Sverige 1839, 1847, 1857, 1858. Åren 1861–1864 lämnade han Köpenhamn och slog sig ned i Stockholm som intendent för scen. Hans favoritelever i Sverige var Charlotta Norberg och Johanna Gillberg-Sundberg. År 1864 återvände han till sin post i Köpenhamn, som han innehade fram till 1877.
Bournonville skrev sina memoarer i Mit Theaterliv (3 band, 1848–78) samt sitt danstestamente i Études chorégraphiques (1861), som länge i både Danmark och Sverige var rättesnöre för hur balettundervisning skulle bedrivas.
August Bournonville var far till operasångerskan Charlotte Bournonville.

## Verk (i urval)
- Elverhøj (1828)
- Valdemar (1835)
- Sylfiden (1836)
- Napoli (1842)
- Konservatoriet (1849)
- Kermessen i Brügge (1851)
- Et Folkesagn (1854)
- La Ventana (1854)
- Abdallah (1855)
- Blomsterfesten i Genzano (1858)
- Fjernt fra Danmark (1860)
- Valkyrien (1861)
- Livjægerne på Amager (1871)
- Fra Sibirien til Moskov (1876)